# Льюїс Морріс
Льюїс Морріс (англ. Lewis Morris, 8 квітня 1726 – 22 січня 1798) – був американським батьком-засновником, землевласником і забудовником з Моррісанії, Нью-Йорк, нині частина округу Бронкс. Підписав Декларацію незалежності США як делегат Континентального конгресу від Нью-Йорка.

## Життєпис
Морріс народився 8 квітня 1726 року в сімейному маєтку Моррісанія, що нині є частиною округу Бронкс, у тодішній провінції Нью-Йорк. Був третім Льюїсом Моррісом у родині Моррісів. Був сином Льюїса Морріса (1698–1762) і Катрінт’є «Катрін» Стаатс (1697–1731). Після смерті матері батько одружився на Сарі Гувернер (1714–1786). Закінчив Єльський коледж у 1746 році, а після смерті батька в 1762 році успадкував більшу частину маєтку.